# Ратко Митровић
Ратко Митровић (Чачак, 27. мај 1913 — Чачак, 11. децембар 1941) био је комунистички револуционар и учесник Народноослободилачке борбе и народни херој Југославије.

## Биографија
Рођен је 27. маја 1913. у Чачку, где је и завршио основну школу и гимназију. Још као гимназијалац пришао је напредном радничком покрету. Био је ангажован као секретар спортског друштва „Борац“ и као члан радничког културно-уметничког друштва „Абрашевић“, а ангажовао се и у Уједињеним радничким синдикатима.
На Београдском универзитету студирао је права и био веома активан у разним демонстрацијама и манифестацијама како на факултету, тако и ван њега, због чега је више пута хапшен. У чланство Комунистичке партије Југославије примљен је 1939. године.
У време окупације Краљевине Југославије 1941. године, Ратко Митровић је био секретар Окружног комитета КПЈ за Чачак и један је од организатора устанка у том крају, па је у циљу тога крајем маја и почетком јуна одржао Окружну конференцију Партије.
По одлуци Окружног комитета КПЈ за Чачак, 12. јула 1941, на Стјенику, на планини Јелици, постао је политички комесар тада формираног Чачанског партизанског одреда „Др Драгиша Мишовић“. Одред је извршио више акција које су подразумевале диверзије и борбене задатке, да би на крају и ослободио Чачак и успоставио око њега слободну територију. Након ослобођења Гуче, Горњег Милановца, Чачка и других места, Митровић је имао организаторске задатке као што је успостављање народне власти и омасовљење одреда који је с осталим одредима настојао да ослободи Краљево.
Нарочито се истакао 7. новембра 1941, када су четници Драже Михаиловића покушали да преотму Чачак од партизана. Митровић је, с Трнавским и Љубићким партизанским батаљоном и четом градске милиције, осујетио четнике у тој намери и они су морали да се повуку према Равној гори. У Првој непријатељској офанзиви немачка 113. пешадијска дивизија је успела да дође у Чачак и поново га окупирала 28. новембра 1941. године. Због брзине дејства ове дивизије, неки делови Чачанског партизанског одреда нису успели да се повуку, већ су остали у граду. Главнина одреда се повукла према Санџаку.
Ратко Митровић је био међу онима који су остали у опкољеном граду. Четници су га ухватили 8. децембра 1941. године у селу Јежевици, код Чачка и предали Немцима. Обешен је 11. децембра 1941. године на чачанској пијаци, са које су често, одјекивале његове речи упућене борцима и народу: "Доћи ће дан када ћемо мрског окупатора истерати из наше земље! Доћи ће дан победе, другови, дан када ћемо ведра чела моћи свакоме у очи да погледамо, дан када ће нам цело напредно човечанство рећи: хвала, показали сте како се треба борити за слободу!".
Одлуком Председништва Антифашистичког већа народног ослобођења Југославије (АВНОЈ), а на предлог Врховног команданта Југословенске армије маршала Јосипа Броза Тита, проглашен је за народног хероја 25. септембра 1944. године.
Основна школа у Чачку и основна школа у Новом Београду носе његово име. У Чачку постоји Кућа народног хероја Ратка Митровића. Улица у београдском насељу Жарково носи његово име.